# Irene Rosenfeld

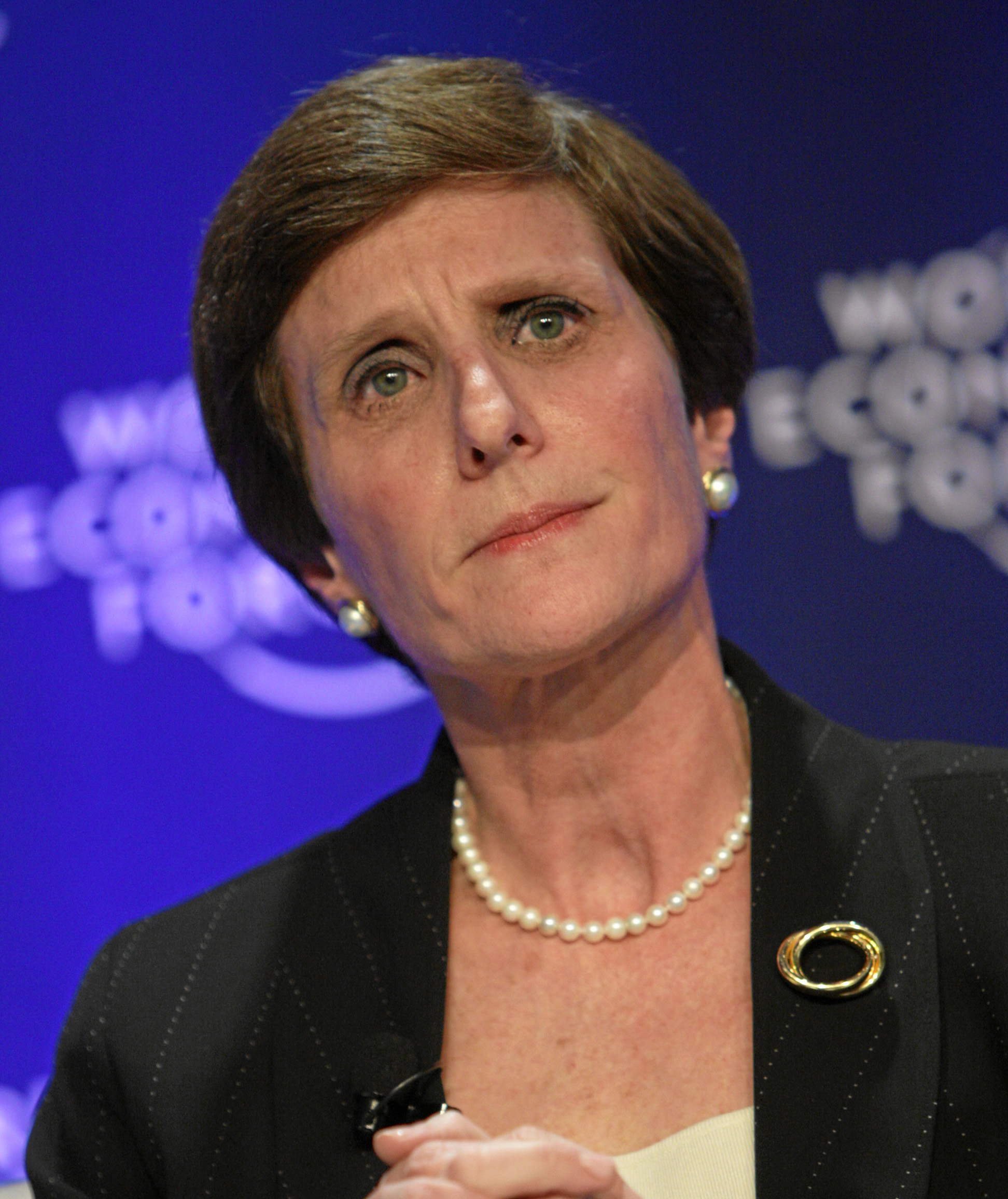
Irene Rosenfeld

Irene Blecker Rosenfeld (* 3. Mai 1953 als Irene Blecker in New York) ist eine US-amerikanische Managerin und war von 2006 bis 2017 Vorstandsvorsitzende von Mondelēz International. Forbes listete sie im Oktober 2010 als zweitmächtigste Frau der Welt.
Rosenfeld wuchs auf Long Island als Kind eines Buchhalters und einer Hausfrau auf, deren jüdische Eltern aus Deutschland eingewandert waren. Ihre Großeltern väterlicherseits waren rumänische, jene mütterlicherseits deutsche Juden. Sie studierte an der Cornell University bis zum Erwerb des Bachelor-Grades in Psychologie. Ferner erwarb sie den Grad des Master of Science in Betriebswirtschaft und promovierte in Marketing und Statistik.
Ihre erste Anstellung erhielt Rosenfeld bei der Werbeagentur Dancer Fitzgerald Sample in New York. 1981 fing sie bei General Foods als Marktforscherin an. Sie arbeitete sich als Produktmanagerin nach oben, bis der Konzern 1985 vom Tabakkonzern Philip Morris gekauft und 1995 mit Kraft fusioniert wurde. Rosenfeld, mittlerweile Leiterin der Getränkesparte bei General Foods, wurde daraufhin mit der Führung des Kanadageschäfts des neuen Lebensmittelriesen betraut. Ihre Verantwortlichkeit dehnte sich dann in der folgenden Zeit auf Mexiko, Puerto Rico und schließlich den gesamten nordamerikanischen Teil von Kraft aus. Ein wichtiger Meilenstein war die Übernahme des Keksherstellers Nabisco im Jahr 2000.
2004 wechselte Rosenfeld als Geschäftsführerin zu dem zum PepsiCo-Konzern gehörenden kleineren Lebensmittelproduzenten Frito-Lay. Nach ihrer Rückkehr zu Kraft trat sie am 26. Juni 2006 ihr Amt als Geschäftsführerin und Vorstandsvorsitzende an. Anfang 2007 vollzog sie die seit Jahren vorbereitete Loslösung von Altria.
2009 überzeugte sie das Kraft-Board davon, dem Konkurrenten Nestlé das amerikanische Tiefkühlpizza-Geschäft zu verkaufen.
Mit dem Kauf des britischen Schokoladenherstellers Cadbury Anfang 2010 gelang es Kraft Foods unter Irene Rosenfeld, zum größten Schokoladenhersteller der Welt aufzusteigen. Seit Juli 2011 hatte sie den Plan entwickelt, das nordamerikanische Lebensmittelgeschäft unter dem Namen Kraft Foods an der Börse zu platzieren. Das internationale Lebensmittelgeschäft einschließlich der Süßwaren wird als Neugründung mit dem Namen Mondelez an die Börse gebracht. Ab 1. Oktober 2012 wechselte Irene Rosenfeld in den Vorstandsvorsitz dieser von Kraft Foods abgespaltenen Neugründung Mondelēz International. CEO und Vorsitzende Irene Rosenfeld trat im November 2017 als Chief Executive zurück und ging in den Ruhestand. Ihr Nachfolger wurde Dirk Van de Put, der vormalige Präsident und CEO von McCain Foods.
Irene Rosenfeld hat zwei erwachsene Töchter aus der Ehe mit dem 1995 verstorbenen Philip Rosenfeld. Sie ist verheiratet mit dem Investment-Banker Richard Illgen. Sie wohnt in Chicago am Lake Michigan.